# Alireza Mousavi

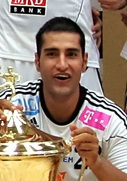
Alireza Mousavi 2013

Seyed Alireza Mousavi Ghalehmirz (* 27. April 1990 in Isfahan) ist ein iranischer Handballspieler, der zumeist als Kreisläufer eingesetzt wird.
Der 1,95 m große und 105 kg schwere Rechtshänder begann seine Profikarriere beim iranischen Verein Foolad Mobarakeh Sepahan. Zur Saison 2013/14 wurde er als zweiter Iraner nach Iman Jamali vom ungarischen Spitzenklub MKB Veszprém unter Vertrag genommen. Im Oktober 2013 wurde er für ein Jahr an den Zweitligisten PLER KC Budapest ausgeliehen. In der Saison 2014/15 lief er für Tatabánya KC auf. Von 2015 bis 2022 stand er beim rumänischen Verein CS Dinamo Bukarest unter Vertrag. Mit Dinamo gewann er 2016, 2017, 2018, 2019, 2021 und 2022 die Meisterschaft sowie 2017, 2020, 2021 und 2022 den Pokal.
Für die iranische Männer-Handballnationalmannschaft bestritt er bisher 97 Länderspiele, in denen er 360 Tore erzielte.